# Maqluba
Maqluba o Maqlooba (en àrab: مقلوبة) és un plat tradicional iraquià, palestí i jordà, que se serveix per tot el Pròxim Orient. El plat inclou carn, arròs, i verdures fregides col·locades en una olla, la qual es gira del revés quan se serveix, per això el nom maqluba, el qual, en àrab, es tradueix literalment com "boca-avall". El plat prové de segles enrere i es troba al Kitab al-Tabikh, una col·lecció de receptes del segle xiii.

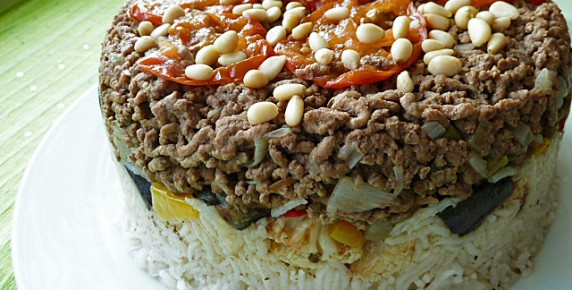
Maqluba.

El plat pot incloure una varietat de verdures, com tomàquets fregits, patates, coliflor, i albergínia, acompanyat tant per pollastre com per anyell. Les verdures més comunes que s'utilitzen són la coliflor i l'albergínia. Es col·loquen amb cura sobre l'olla per ser cuinades en capes, de manera que quan es gira la cassola, es gira l'olla i el plat servit amb la carn, les diverses verdures i l'arròs es veu com un gustós pastís de capes. La capa inferior, la qual esdevé la part superior quan el plat se serveix, pot ser una capa de tomàquets, albergínia, o fins i tot de pollastre. Finalment, pot anar guarnit amb pinyons i julivert fresc triturat. La maqluba es pot servir amb amanida i iogurt fresc.